# خوليو بولبوتشان
خوليو بولبوتشان Julio Bolbochán (ولد في 20 مارس 1920 في بوينوس آيرس – ومات في 28 يونيو 1996) لاعب شطرنج أرجنتيني يحمل لقب أستاذ كبير.
- كان بطل الأرجنتين في الشطرنج في عام 1946 و1948.
- تعلم الشطرنج من أخيه الأكبر ياكوبو بولبوتشان الذي حصل على لقب أستاذ دولي لاحقاً.
- مثل الأرجنتين سبه مرات في أولمبيادات الشطرنج من عام 1950 إلى 1970.
- حصل على لقب أستاذ دولي عام 1950.
- حصل على لقب أستاذ كبير عام 1977.
- حقق عدة انتصارات في دورة مار ديل بلاتا، ففاز بالمركز الأول متعادلاً بالنقاط مع إيريش إليسكاسيس في عام 1951، والمركز الأول متعادلاً بالنقاط مع هيكتور روزيتو عام 1952، والمركز الأول متعادلاً بالنقاط مع ميغيل نايدورف عام 1956.
- تأهل للعب في دورة سوس البين مناطقية، لكنه لم يشارك حيث رفض الاتحاد الأرجنتيني تمويل الرحلة.
- عمل بعد عام 1976 مدرساً للشطرنج في فنزويلا.
- مثل الأرجنتين في ألعاب مكابيه أعوام 1977، 1981، 1985، 1989.

## وصلات خارجية
- خوليو بولبوتشان على موقع مباريات الشطرنج (الإنجليزية)
- خوليو بولبوتشان على موقع 365Chess.com (الإنجليزية)
- خوليو بولبوتشان على موقع Chesstempo.com (الإنجليزية)
- خوليو بولبوتشان على موقع الاتحاد الأمريكي للشطرنج (الإنجليزية)
- خوليو بولبوتشان سجل أولمبياد الشطرنج على موقع OlimpBase.org (الإنجليزية)